# フィーバー彩
『フィーバー彩』（フィーバーさい）は、1995年11月にSANKYOが発売した、浮世絵が大当たり図柄に描かれているパチンコ機のシリーズ名。
『CRフィーバー彩』の1機種がある。

## 概要
ドラム型のデジパチ。フィーバークィーンⅡで採用していた大型ドラムを搭載している。有名な浮世絵が大当たり図柄となっており、全9種類ある。大当たり図柄のうち「七」か「浮世絵」が揃えば以降2回までの確変突入となる。確変中に再度確変図柄で大当たりすれば確変は継続する仕組みである。ドラムの有効ラインは5ラインである。大当たりとなる組み合わせは全45通りではなく、全44通りとなる。1通り少なくなってしまうのは、上段の「七」と下段の「神奈川沖浪裏」が同時に揃ってしまう図柄配列の為である。この場合、上段の「七」が有効となる。
少ない時間でより多くデジタルを回すことができる「メインデジタル回転時間短縮機能」を搭載しているのが特徴である。ミニデジタル用スルーチャッカーと電チューが盤面右側に配置されているので、確変中は右打ちでゲームを消化する仕組みとなっている。

## スペック
- CRフィーバー彩
  - 賞球数 5&14
  - 大当たり最高継続 16R
  - 大当たり確率 
    - 設定1 1/317
    - 設定2 1/327
    - 設定3 1/337

  - 確変中大当たり確率
    - 設定1 1/52.8
    - 設定2 1/54.5
    - 設定3 1/56.1

  - 確変突入率 1/4.4
  - 確変期間 以後2回の大当たりまで

## 図柄
- 七
- 神奈川沖浪裏
- 市川鰕蔵
- 浮世絵
- 日本橋
- 大谷鬼次
- 凱風快晴
- 上総ノ海路
- 美人画

## 演出
リーチアクションは全部で3パターンある。左右の図柄が揃えばリーチが掛かり、中ドラムが最大6周目まで回転する「ノーマルリーチ」と、ドラムが回転している間に音楽が変わり、そのまま回転しながら図柄が徐々に揃い、一気に停止する「ハイパーリーチ」と、3つのドラムが同時に回転する「春夏秋冬リーチ」がある。大当たり信頼度が一番高いのは春夏秋冬リーチである。
ミニデジタルの変動時間は、通常時は約27秒のところ、確変中は約5.1秒まで短縮される。小当たり確率も通常時は1/11のところ、確変時は10/11までアップする。電チューの開放時間も通常時と確変時で異なる。

## コンシューマ移植
- 本家SANKYO FEVER 3 実機シミュレーション（スーパーファミコン用）
  - 『本家SANKYO FEVER 3 実機シミュレーション』（スーパーファミコン用、BOSSコミュニケーションズ、1996年8月30日発売、SHVC-A37J-JPN、JAN-4511974100024）にCRフィーバー彩が収録。

## サウンドトラック
- 『ザ・パチンコ・ミュージック・フロム・SANKYO SPECIAL ～愛のパチパチロック～』 キングレコード、1996年2月21日。KICA-1173。
  - BGMが収録されている。